# Camabatela
Camabatela (auch Kamabatela) ist eine Kleinstadt im Norden Angolas.

## Geschichte
Die Ortschaft Camabatela wurde 1611 gegründet, im Verlauf der Ausdehnung des portugiesischen Herrschaftsbereichs ins Innere der Portugiesischen Kolonie Angola. 1934 wurde Camabatela zur Kleinstadt (Vila) erhoben.

## Verwaltung
Camabatela ist Sitz der Gemeinde (Comuna) und des Kreises (Município) Ambaca in der Provinz Cuanza Norte. Zuvor trug die Gemeinde Ambaca den Namen der Stadt Camabatela.

## Söhne und Töchter der Stadt
- Anastácio Cahango (* 1937), Weihbischof in Luanda
- Joana Lina Ramos Baptista (* 1957), Politikerin, MPLA-Abgeordnete und Vertraute des Präsidenten José Eduardo dos Santos